# Andie Valentino
Andie Valentino (Newport Beach, 1º febbraio 1988) è un'ex attrice pornografica statunitense.

## Biografia
Figlia di una cocotte di un bar notturno di Newport Beach e di un gestore di discoteche, quando i genitori si separarono Andie Valentino aveva appena quattro anni. Visse con la madre e frequentò una scuola cittadina fino alla seconda media. A dodici anni fu impiegata come cameriera nello stesso bar dove lavorava la madre, per poi recarsi, a sedici anni, in Guatemala presso il padre. Qui debuttò come danzatrice senza veli in un locale notturno.
Tornata in California l'anno seguente, è stata scritturata dal padre come modella nuda per una rivista americana; solo a diciotto anni, nel 2006 ha intrapreso l'attività nel cinema pornografico, vincendo nel maggio 2007 il premio di Penthouse Month e il successivo gennaio quello di Twisty Treat.
Andie Valentino si è sposata a diciotto anni con un attore canadese dal quale ha avuto un figlio l'anno successivo e due gemelli nel 2009.

## La carriera di attrice pornografica
Ha lavorato anche con gli pseudonimi di Andrea, Andreza Valentino, Randy Andie, Andi Valentino, Andie Carelli. Ha collaborato con Jana Cova per i seguenti film: Video Nasty (2009) e Hot Showers 16 (2009).

## Riconoscimenti
- 2008 AVN Award nominee – Best All-Girl Sex Scene, Video – Fem Staccato[3]
- 2009 AVN Award nominee – Best All-Girl 3-Way Sex Scene for Jana Cova: Video Nasty[4]
- 2009 AVN Award nominee – Best Solo Sex Scene – Hot Showers 16[4]

## Filmografia
- A Capella (2007)
- All Alone 2 (2007)
- Andi Valentino's Foot Tease (2007)
- ATK Galleria 2: Amateur Hotties (2007)
- Barefoot Confidential 46 (2007)
- Bound and Gagged Costume Beauties (2007)
- By Appointment Only 6 (2007)
- Centerfolds Caught in Action 1 (2007)
- Conspiracies Create Captives (2007)
- Fem Staccato (2007)
- Finger Licking Good 4 (2007)
- FTV Girls: Andrea (2007)
- Fucking Myself 2 (2007)
- Jana Cova in Blue (2007)
- Just Legal Babes 1 (2007)
- Latex Hunger 1 (2007)
- Lesbian Training 8 (2007)
- Matt's Models 3 (2007)
- Nice Girls Are Easy... to Tie and Gag (2007)
- Our Little Secret (2007)
- Perfect Match (2007)
- Sex Kittens 31 (2007)
- Sexy Struggling Bondage Prisoners (2007)
- Soaking Wet Perversions (2007)
- Thrilling Tales of Chloro Bondage (2007)
- Video Nasty 1: Jana Cova (2007)
- Women Seeking Women 32 (2007)
- All By Myself 3 (2008)
- Ashlynn Goes To College 3 (2008)
- ATK Galleria 6: Girls Only (2008)
- Clit Lovers 1 (2008)
- Hot Showers 16 (2008)
- House of Jordan 2 (2008)
- Jana Cova: Lust (2008)
- Lesbian Psychotherapists 2 (2008)
- Lesbian Teen Hunter 1 (2008)
- My First Girlfriend (2008)
- Not With My Wife You Don't (2008)
- Real College Girls: Lesbian Stories 1 (2008)
- Real Female Orgasms 9 (2008)
- Slutty Squirters 2 (2008)
- They Tied Me Topless (2008)
- Who's Killing the Pets (2008)
- Women Seeking Women 42 (2008)
- Wrap-Happy Model Captors (2008)
- ATK All 18 1 (2009)
- Bondage Maid Cafe (2009)
- Fox Holes (2009)
- Jana Cova: Scream (2009)
- Rubber Playground (2009)
- Real College Lesbians (2010)
- Twisty Treats 1 (2010)
- Super Model Solos 1 (2011)
- Toy Sluts (2011)